# Ален, Оливье
Оливье Ален (фр. Olivier Alain; 3 августа 1918, Сен-Жермен-ан-Ле — 28 февраля 1994, Париж) — французский органист, композитор и музыковед. Сын Альбера Алена, брат Жана Алена и Мари-Клер Ален.

## Биография
Изучал композицию в Парижской консерватории у Тони Обена и Оливье Мессиана. В 1950—1964 гг. руководил консерваторией в своём родном городе Сен-Жермен-ан-Ле, в 1961—1972 гг. преподавал композицию в Высшей школе музыки имени Сезара Франка (до 1971 г. также её директор), в 1976 г. был одним из основателей и первым руководителем Консерватории Парижского региона. Среди его известных учеников был композитор Ален Ганьон. Опубликовал учебник гармонии (1965) и монографию об Иоганне Себастьяне Бахе, однако главным его свершением на ниве музыковедения является обнаружение в Страсбурге авторской рукописи баховских Гольдберг-вариаций. Написал ораторию «Похоронная песнь погибшим в горах» (фр. Chant funèbre sur les morts en montagne; 1950), ряд органных пьес, в том числе Сюиту (1951) и Микролюдии (1981), Французскую сюиту для трубы и органа (1964) и др. Лауреат Премии Роберта Шумана (1967, ГДР).

## Произведения
- Lucis Creator optimae op. 55 для хора и органа (1939. Sampzon: Éditions Delatour France);
- Petrus Quidem op. 76 для хора а капелла (1943. Sampzon: Éditions Delatour Франция);
- Jesu, Dulcis Amor Meus Op. 77 для хора, солистов и органа (1943. Sampzon: Éditions Delatour France);
- Cibavit eos op. 88 для хора а капелла (1944. Sampzon: Éditions Delatour Франция);
- 3 Repons du Vendredi Saint op. 136—138 для хора а капелла (1951. Sampzon: Éditions Delatour Франция);
- 3 Repons du Jeudi Saint op. 139—141 для хора а капелла (1952. Sampzon: Éditions Delatour Франция);
- 3 Deplorations: Repons du Samedi Saint op. 145—147 для голоса и инструмента (1954. Sampzon: Éditions Delatour France).
- Dithyrambe op. 18 для гобоя и фортепиано или трубы, флейты и органа (1936. Sampzon: Éditions Delatour France)
- Sicilienne op. 24 для фортепиано, флейты и органа (1937. Sampzon: Éditions Delatour France)
- Дивертисмент (ноктюрн) соч. 73 для флейты и фортепиано или органа (1942. Sampzon: Éditions Delatour France)[1]